# IEEE 802.11ax
IEEE 802.11ax, Wi-Fi 6, Wi-Fi 6E (также, англ. High-Efficiency Wireless, HEW — беспроводная связь высокой эффективности) — стандарт беспроводных локальных компьютерных сетей в наборе стандартов IEEE 802.11.
В дополнение к использованию технологий MIMO и MU-MIMO (используется несколько антенн для приёма и передачи), в стандарте Wi-Fi 6 вводится режим ортогонального частотного мультиплексирования (OFDMA) для улучшения спектральной эффективности и модуляция 1024-QAM для увеличения пропускной способности; хотя номинальная скорость передачи данных только на 37 % выше, чем в предыдущем стандарте IEEE 802.11ac (Wi-Fi 5), ожидается, что Wi-Fi 6 позволит в 4 раза увеличить среднюю пропускную способность за счёт более эффективного использования спектра и улучшений для плотного развёртывания.
Устройства данного стандарта предназначены для работы в уже существующих диапазонах 2,4 ГГц и 5 ГГц, но могут включать дополнительные полосы частот в диапазонах от 1 до 7 ГГц по мере их появления.
Окончательный текст стандарта IEEE 802.11ax был представлен в 2019 году; на выставке CES 2018 были представлены устройства, продемонстрировавшие максимальную скорость до 11 Гбит/с.
Утверждён 1 февраля 2021 года.

## Поддерживаемые скорости
| Схемы модуляции и кодирования для одного пространственного потока | Схемы модуляции и кодирования для одного пространственного потока | Схемы модуляции и кодирования для одного пространственного потока | Схемы модуляции и кодирования для одного пространственного потока | Схемы модуляции и кодирования для одного пространственного потока | Схемы модуляции и кодирования для одного пространственного потока | Схемы модуляции и кодирования для одного пространственного потока | Схемы модуляции и кодирования для одного пространственного потока | Схемы модуляции и кодирования для одного пространственного потока | Схемы модуляции и кодирования для одного пространственного потока | Схемы модуляции и кодирования для одного пространственного потока |
| ----------------------------------------------------------------- | ----------------------------------------------------------------- | ----------------------------------------------------------------- | ----------------------------------------------------------------- | ----------------------------------------------------------------- | ----------------------------------------------------------------- | ----------------------------------------------------------------- | ----------------------------------------------------------------- | ----------------------------------------------------------------- | ----------------------------------------------------------------- | ----------------------------------------------------------------- |
| MCS индекс                                                        | тип модуляции                                                     | темп кодирования                                                  | Скорость передачи данных (в Мбит/с)                               | Скорость передачи данных (в Мбит/с)                               | Скорость передачи данных (в Мбит/с)                               | Скорость передачи данных (в Мбит/с)                               | Скорость передачи данных (в Мбит/с)                               | Скорость передачи данных (в Мбит/с)                               | Скорость передачи данных (в Мбит/с)                               | Скорость передачи данных (в Мбит/с)                               |
| MCS индекс                                                        | тип модуляции                                                     | темп кодирования                                                  | Каналы 20 МГц                                                     | Каналы 20 МГц                                                     | Каналы 40 МГц                                                     | Каналы 40 МГц                                                     | Каналы 80 МГц                                                     | Каналы 80 МГц                                                     | Каналы 160 МГц                                                    | Каналы 160 МГц                                                    |
| MCS индекс                                                        | тип модуляции                                                     | темп кодирования                                                  | GI 1600 нс                                                        | GI 800 нс                                                         | GI 1600 нс                                                        | GI 800 нс                                                         | GI 1600 нс                                                        | GI 800 нс                                                         | GI 1600 нс                                                        | GI 800 нс                                                         |
| 0                                                                 | BPSK                                                              | 1/2                                                               | 4 (?)                                                             | 8,6                                                               | 8 (?)                                                             | 17,2                                                              | 17 (?)                                                            | 36                                                                | 34 (?)                                                            | 36 (?)                                                            |
| 1                                                                 | QPSK                                                              | 1/2                                                               | 16                                                                | 17                                                                | 33                                                                | 34                                                                | 68                                                                | 72                                                                | 136                                                               | 144                                                               |
| 2                                                                 | QPSK                                                              | 3/4                                                               | 24                                                                | 26                                                                | 49                                                                | 52                                                                | 102                                                               | 108                                                               | 204                                                               | 216                                                               |
| 3                                                                 | 16-QAM                                                            | 1/2                                                               | 33                                                                | 34                                                                | 65                                                                | 69                                                                | 136                                                               | 144                                                               | 272                                                               | 282                                                               |
| 4                                                                 | 16-QAM                                                            | 3/4                                                               | 49                                                                | 52                                                                | 98                                                                | 103                                                               | 204                                                               | 216                                                               | 408                                                               | 432                                                               |
| 5                                                                 | 64-QAM                                                            | 2/3                                                               | 65                                                                | 69                                                                | 130                                                               | 138                                                               | 272                                                               | 288                                                               | 544                                                               | 576                                                               |
| 6                                                                 | 64-QAM                                                            | 3/4                                                               | 73                                                                | 77                                                                | 146                                                               | 155                                                               | 306                                                               | 324                                                               | 613                                                               | 649                                                               |
| 7                                                                 | 64-QAM                                                            | 5/6                                                               | 81                                                                | 86                                                                | 163                                                               | 172                                                               | 340                                                               | 360                                                               | 681                                                               | 721                                                               |
| 8                                                                 | 256-QAM                                                           | 3/4                                                               | 98                                                                | 103                                                               | 195                                                               | 207                                                               | 408                                                               | 432                                                               | +817                                                              | +865                                                              |
| 9                                                                 | 256-QAM                                                           | 5/6                                                               | 108                                                               | 115                                                               | 217                                                               | 229                                                               | 453                                                               | 480                                                               | 907                                                               | +961                                                              |
| 10                                                                | 1024-QAM                                                          | 3/4                                                               | 122                                                               | 129                                                               | 244                                                               | 258                                                               | 510                                                               | 540                                                               | 1021                                                              | 1081                                                              |
| 11                                                                | 1024-QAM                                                          | 5/6                                                               | 135                                                               | 143                                                               | 271                                                               | 287                                                               | 567                                                               | 600                                                               | 1134                                                              | 1201                                                              |

## Технические улучшения
Изменение 802.11ax принёс несколько ключевых улучшений по сравнению с 802.11ac. Стандарт 802.11ax применим к полосам частот от 1 ГГц до 5 ГГц. Следовательно, в отличие от 802.11ac, 802.11ax также работает и в нелицензируемом диапазоне 2,4 ГГц. Для достижения цели поддержки плотного развёртывания 802.11 были одобрены следующие функции:
| Особенность                                                | 802.11ac                    | 802.11ax | Комментарий |
| ---------------------------------------------------------- | --------------------------- | --- | --- |
| OFDMA                                                      | недоступен                  | Централизованно контролируемый доступ к среде с динамическим назначением 26, 52, 106, 242 (?), 484(?), или 996(?) тонов на станцию. Каждый тон состоит из одной поднесущей с полосой пропускания 78,125 кГц. Поэтому полоса пропускания, занимаемая одной передачей OFDMA, находится между 2,03125 МГц и 80 МГц. | OFDMA разделяет спектр в единицах частотно-временного ресурса (RU). Центральный координирующий объект (ретрансляционная точка доступа (access point, AP) в 802.11ax) назначает RU для приёма или передачи связанным станциям. Благодаря централизованному планированию RU можно избежать конфликтов, что повышает эффективность в сценариях плотного развёртывания. |
| Многопользовательский MIMO (MU-MIMO)                       | Доступно в направлении вниз | Доступно в направлении вниз и вверх | С MIMO нисходящей линии связи устройство может передавать данные одновременно на несколько приёмников, а с MIMO восходящей линии связи устройство может одновременно принимать от нескольких передатчиков. В то время как OFDMA разделяет приёмники на разные RU, с MU MIMO устройства разделяются на разные пространственные потоки. В стандарте 802.11ax технологии MU MIMO и OFDMA могут использоваться одновременно. Чтобы разрешить передачи MU по восходящей линии связи (UL), AP передаёт новый кадр управления (trigger), который содержит информацию о планировании (распределения RU для станций, схему модуляции и кодирования (MCS), которая должна использоваться для каждой станции). Кроме того, trigger также обеспечивает синхронизацию для передачи по восходящей линии связи, поскольку передача начинается SIFS после окончания trigger. |
| Случайный доступ на основе триггера                        | недоступен                  | Позволяет выполнять передачи UL OFDMA станциями, которым не назначены RU напрямую. | В кадре триггера AP указывает информацию планирования для последующей передачи UL MU. Однако несколько RU могут быть назначены для произвольного доступа. Станции, которым не назначены RU, могут непосредственно выполнять передачи в RU, назначенных для произвольного доступа. Чтобы уменьшить вероятность коллизии (то есть ситуацию, когда две или более станции выбирают один и тот же RU для передачи), поправка 802.11ax определяет специальную процедуру отката OFDMA. Произвольный доступ удобен для передачи отчётов о состоянии буфера, когда AP не имеет информации об ожидающем трафике UL на станции. |
| Повторное использование пространственной частоты           | недоступен                  | Раскраска позволяет устройствам отличать передачи в своей собственной сети от передач в соседних сетях. Порог адаптивной мощности и чувствительности позволяет динамически регулировать мощность передачи и порог обнаружения сигнала для увеличения пространственного повторного использования.                 | Без возможностей пространственного повторного использования устройства отказываются передавать одновременно с передачами, происходящими в других соседних сетях. С окраской, беспроводная передача отмечена в самом начале, помогая окружающим устройствам решать, допустимо ли одновременное использование беспроводной среды или нет. Станции разрешается рассматривать беспроводную среду как неактивную и начинать новую передачу, даже если обнаруженный уровень сигнала из соседней сети превышает порог обнаружения устаревшего сигнала, при условии, что мощность передачи для новой передачи соответствующим образом уменьшена. |
| Вектор распределения сети (network allocation vector, NAV) | Одинарный NAV               | Двойной NAV | В сценариях плотного развёртывания значение NAV, установленное кадром, исходящим из одной сети, может быть легко сброшено кадром, созданным из другой сети, что приводит к неправильному поведению и конфликтам. Чтобы избежать этого, каждая станция 802.11ax должна поддерживать два отдельных NAV — один NAV модифицируется кадрами, исходящими из сети, с которой связана станция, другой NAV модифицируется кадрами, происходящими из перекрывающихся сетей. |
| Целевое время пробуждения (target wake time, TWT)          | недоступен                  | TWT снижает энергопотребление и средний доступ к сети. | TWT — это концепция, разработанная в IEEE 802.11ah. Она позволяет устройствам просыпаться в другие периоды, кроме периода передачи маяка. Кроме того, AP может группировать устройство по разному периоду TWT, тем самым уменьшая количество устройств, одновременно конкурирующих за беспроводную среду. |
| Фрагментация                                               | Статическая фрагментация    | Динамическая фрагментация | При статической фрагментации все фрагменты пакета данных имеют одинаковый размер, за исключением последнего. При динамической фрагментации устройство может заполнять доступные RU других возможностей для передачи до доступной максимальной продолжительности. Таким образом, динамическая фрагментация помогает снизить накладные расходы. |
| Длительность защитного интервала                           | 0,4 мкс или 0,8 мкс         | 0,8 мкс, 1,6 мкс или 3,2 мкс | Увеличенная длительность защитного интервала обеспечивает лучшую защиту от распространения задержки сигнала, как это происходит на открытом воздухе. |
| Продолжительность символа                                  | 3,2 мкс                     | 3,2 мкс, 6,4 мкс или 12,8 мкс | Увеличенная длительность символа позволяет повысить эффективность. |

## Продукты

### Микросхемы
- 17 октября 2016 года Quantenna[вд] анонсировала QSR10G-AX — набор микросхем, совместимый с Draft 1.0 и поддерживающий восемь потоков 5 ГГц и четыре потока 2,4 ГГц. В январе 2017 года Quantenna добавила QSR5G-AX в своё портфолио с поддержкой четырёх потоков в обеих полосах. Оба продукта предназначены для маршрутизаторов и точек доступа.
- 13 февраля 2017 года Qualcomm анонсировала первые продукты с 802.11ax:
  - IPQ8074 — это полноценная SoC с четырьмя ядрами Cortex-A53. Поддерживается восемь потоков по 5 ГГц и четыре — по 2,4 ГГц[источник не указан 2386 дней].
  - Набор микросхем QCA6290, который поддерживает два потока в обоих диапазонах и предназначен для мобильных устройств.
- 15 августа 2017 года Broadcom объявил о своём 6-м поколении продуктов Wi-Fi с поддержкой 802.11ax.
  - BCM43684 и BCM43694 — это чипы MIMO 4 × 4 с полной поддержкой 802.11ax, а BCM4375 обеспечивает 2 × 2 MIMO 802.11ax вместе с Bluetooth 5.0.
- 11 декабря 2017 года Marvell анонсировала чипсеты 802.11ax, состоящие из 88W9068, 88W9064 и 88W9064S.
- 21 февраля 2018 года Qualcomm анонсировала WCN3998, набор микросхем 802.11ax 2x2 для смартфонов и мобильных устройств.
- По состоянию на апрель 2018 года Intel работает над набором микросхем 802.11ax для мобильных устройств, Wireless-AX 22560 с кодовым названием Harrison Peak.

### Устройства
- 30 августа 2017 года Asus анонсировала первый маршрутизатор 802.11ax. RT-AX88U использует чипсет Broadcom, имеет 4 × 4 MIMO в обеих полосах и достигает максимума 1148 Мбит/с на 2,4 ГГц и 4804 Мбит/с на 5 ГГц.
- 12 сентября 2017 года Huawei анонсировала свою первую точку доступа 802.11ax. AP7060DN использует 8 × 8 MIMO и основан на оборудовании Qualcomm.
- 25 января 2018 года Aerohive Networks анонсировала первое семейство точек доступа 802.11ax. AP630, AP650 и AP650X основаны на чипсетах Broadcom.
- 20 февраля 2019 года Samsung представила мобильные телефоны серии Samsung Galaxy S10 с поддержкой Wi-Fi 6.
- 18 мая 2020 года вышел Honor Router 3[12].
- В ноябре 2020 года Apple представила MacBook Air и MacBook Pro с процессором M1 и поддержкой стандарта Wi-Fi 6.